# Londoni sörözön
A londoni sörözön 1814. október 17-én történt London St. Giles egyházközségének területén. A Meux and Company Brewery nevű sörfőzde Tottenham Court Road-i üzemében egy több mint 135 000 birodalmi gallonos (kb. 610 000 literes) tartály fala megrepedt. A bekövetkező dominóhatásnak több más tartály sem tudott ellenállni, és végeredményként több mint 323 000 birodalmi gallon (kb. 1 470 000 liter) sör szabadult ki és öntötte el a környéket. A sörözön lerombolt két házat és porrá zúzta a Tavistock Arms Pub falát, ahol a kocsma tizenéves alkalmazottja, Eleanor Cooper a törmelék alá szorulva lelte halálát. A sör percek alatt elárasztotta a közeli George Streetet és New Streetet, megölve egy teázó anyát és lányát, és áthömpölyögve egy teremnyi virrasztásra gyülekező emberen.

## Következmények
A sörfőzde St. Giles nyomornegyedének szegényházai és bérkaszárnyái között terült el, ahol sok család élt a sör által gyorsan elborított alagsori helyiségekben. Legalább nyolc ember fulladt a sörbe vagy halt meg más sérülések következtében; a sebesültek száma ismeretlen.
Az üzemet bíróság elé citálták a baleset miatt, de a bíró és az esküdtszék isteni beavatkozásnak nyilvánította a katasztrófát, és nem állapított meg emberi felelősséget. Habár az ítélet kapcsán beszéltek korrupcióról, senki nem terelte hivatalos útra az ügyet. A cég számára így is nehézséget okoztak az anyagi következmények; jelentősen visszaestek az eladásai, ráadásul az illetéket már előre megfizette a sörre. Sikeresen folyamodott a parlamenthez az illeték visszatérítéséért, így aztán folytatni tudta működését.
A sörfőzdét 1922-ben rombolták le, és néhány évvel később a Dominion Theatre foglalta el területének egy részét.

## Halálos áldozatok
| Név              | Életkor |
| ---------------- | ------- |
| Ann Saville      | 53      |
| Eleanor Cooper   | 15-16   |
| Hannah Bamfield  | 4       |
| Catherine Butler | 63      |
| Elizabeth Smith  | 27      |
| Mary Mulvey      | 30      |
| Thomas Mulvey    | 3       |
| Sean Duggins     | 29      |

## Fordítás
- Ez a szócikk részben vagy egészben  a   London Beer Flood című angol Wikipédia-szócikk ezen változatának fordításán alapul.  Az eredeti cikk szerkesztőit annak laptörténete sorolja fel. Ez a jelzés csupán a megfogalmazás eredetét és a szerzői jogokat jelzi, nem szolgál a cikkben szereplő információk forrásmegjelöléseként.